# Jane Heitmann
Jane Vallebo Thorngaard Heitmann (nascida a 5 de novembro de 1968, em Copenhaga) é uma política dinamarquesa, membro do Folketing pelo partido político Venstre. Ela foi eleita para o parlamento nas eleições legislativas dinamarquesas de 2011.

## Carreira política
Heitmann fez parte do conselho municipal do município de Faaborg de 2006 e até 2007, quando foi fundido com os municípios de Broby, Ringe, Ryslinge e Årslev para formar o novo município de Faaborg-Midtfyn. Ela fez parte do conselho municipal deste novo município desde a sua fundação em 2007 até 2017, quando o político local Ole Pedersen assumiu o seu assento.
Heitmann foi eleita pela primeira vez para o Folketing na eleição legislatva de 2011, onde recebeu 4196 votos. Mais tarde, foi reeleita em 2015 com 4677 votos e em 2019 com 4420 votos.